# Erpis macularis
Erpis macularis is een vlinder uit de familie van de grasmotten (Crambidae). De wetenschappelijke naam van de soort is voor het eerst gepubliceerd in 1863 door Francis Walker.
De soort komt voor in Maleisië (Sarawak).